# Tørke uden grænser
|  | Denne artikel er oprettet af botten PalnaBot ud fra en ekstern database. Den kan derfor have sproglige fejl eller mangler. Denne skabelon kan fjernes efter kontrol af indholdet. |

Tørke uden grænser er en film instrueret af Bengt Johnson, Åke Karlson, Pia Karlson.

## Handling
Kampagnefilm. Nødhjælpsarbejde i det tørkeramte Etiopien. Urbaniseringen tvinger nomaderne til at forblive i de tørkeramte områder. De er nu afhængige af nødhjælpsrationerne.